# Castros en Cantabria

La cultura celta en Europa.

Los castros mejor documentados en Cantabria (España) datan de la Edad del Hierro, de aproximadamente entre los siglos IV y VI a. C.. La Cantabria histórica se encontraría a caballo entre las áreas castreñas del noroeste astur-galaica y la de la submeseta norte, siendo influenciada por ambas.
Floro señala que al final de las Guerras cántabras, el emperador romano Augusto obligó a los cántabros a bajar de las montañas y habitar los llanos. No obstante parece ser que algunos castros siguieron estando habitados tras la conquista romana al hallarse restos de esta época y posteriores. Así mismo, ciertos castros, utilizados como lugares sagrados para los cultos paganos, fueron cristianizados y utilizados en época altomedieval.

## Relación de castros conocidos existentes en Cantabria
| Castro                                           | Ubicación                                                                        | Tamaño                  | Altitud   | Atribución cultural              | Observaciones |
| Castro de la Peña de Sámano                      | Santullán (Castro Urdiales)                                                      | Aprox. 10 ha            | 200-336 m | Hierro II                        | Su altitud oscila entre los 336 metros de la Peña de Sámano, en la zona este del recinto, y los 200 metros del portillo Bajo de Vallegón, en el extremo sur del recinto.                                            |
| Punta Rebanal y el encinar de Allendelagua       | Alto de San Andrés en el Barrio de Urdiales (Castro Urdiales)                    |                         |           | ¿Hierro?                         | Conserva restos de muralla, torreones circulares y otras estructuras. |
| Cotolino-Arcisero                                | Barrio de Brazomar (Castro Urdiales)                                             | De escaso tamaño        |           | ¿Hierro?                         | |
| Monte Cueto                                      | Barrio de Brazomar (Castro Urdiales)                                             |                         |           | Hierro o Romano                  | Conservan restos de amurallamiento |
| Punta Pilota                                     | Entre la punta Lanzadoiro y la playa de Valdearenas en Sonabia (Castro Urdiales) |                         |           | Hierro                           | |
| Castro del Pico del Hacha                        | Entre Seña (Limpias) y Laredo                                                    |                         |           |                                  | Recinto amurallado de unas dos hectáreas. Controla la costa y los valles colindantes. Amenazado por urbanizaciones.                                                                                                 |
| Castro de La Garma                               | Omoño (Ribamontán al Monte)                                                      | 18 ha                   |           | ¿Edad del Bronce Medio-Hierro I? | De doble muralla, posiblemente fue abandonado antes de las Guerras cántabras. |
| Poblado de Galizano                              | Galizano (Ribamontán al Mar)                                                     |                         |           |                                  | |
| Poblado de La Cuevona                            | Ajo (Bareyo)                                                                     |                         |           |                                  | |
| Poblado de Cueto Marín                           | Hoznayo (Entrambasaguas)                                                         |                         |           |                                  | |
| Castro del Pico Vizmaya                          | Entrambasaguas (Entrambasaguas)                                                  |                         | 243 m     | Hierro                           | Asentamiento amurallado donde aún se observan los derrumbes de la muralla. En la cima del pico se advierten los cimientos de un edificio con una división interna.                                                  |
| Castro de Peñarrubia                             | Tarriba (Liérganes), en el Macizo de Peña Cabarga                                | 1 ha                    | 222 m     | Hierro                           | Castro amurallado. Descubierto en 1999 en el transcurso de los trabajos de excavación desarrollados en el de Castilnegro, podría tener relación con este.                                                           |
| Castro de Castilnegro                            | Entre los municipio de Medio Cudeyo y Liérganes, en el Macizo de Peña Cabarga    | Aprox. 6 ha             | 457 m     | Hierro II                        | Descubierto en 1997, presenta tres líneas concéntricas de murallas con cuatro puertas de entrada. Ha proporcionado abundante material arqueológico.                                                                 |
| Poblado de la isla de La Campanuca               | Pontejos (Marina de Cudeyo)                                                      |                         |           |                                  | |
| Poblado del Gurugú                               | Boo de Guarnizo (El Astillero)                                                   |                         |           |                                  | |
| Poblado del Ostrero                              | Alto de Maliaño (Camargo)                                                        |                         |           |                                  | |
| La Masera                                        | Cortiguera (Suances)                                                             |                         |           | Hierro II                        | Posee terrazas defensivas. |
| Castro del Pico Toro (o Pico L'oro)              | Sovilla (San Felices de Buelna)                                                  | 5 ha                    |           | Hierro II y Romano               | Descubierto en 1977, tiene una gran muralla de piedra seca y un pequeño oteadero en uno de sus extremos tallado en la roca. Amenazado por la nueva cantera interior de Solvay en el Monte Dobra desde 2007.         |
| Peña Mantilla                                    | Sopenilla (San Felices de Buelna)                                                | De pequeñas dimensiones |           | Hierro                           | Descubierto en 1998, su lienzo de murallas se extiende entre dos picos naturales. Controlaría, junto al del Pico del Toro las brañas próximas y el paso por el cotero. Amenazado las canteras del Monte Dobra.      |
| Castro Las Lleras                                | Sopenilla (San Felices de Buelna)                                                |                         | 470 m     |                                  | Descubierto en los años 1970, está situado una de las cimas del reborde sur del Pico Dobra. Amenazado por las canteras del Monte Dobra.                                                                             |
| Castro del Cueto del Agua (o Ceja de las Lombas) | Pedredo y Cieza (Arenas de Iguña)                                                |                         | 650-625 m | Hierro II                        | Muralla de bloques de piedra colocada a hueso. Custodia una serie túmulos de grandes proporciones. |
| Castro del Alto del Cueto                        | Bostronizo (Arenas de Iguña)                                                     | 4 ha                    |           | Hierro                           | La superficie del castro se ha visto algo alterada por trincheras de la Guerra Civil. |
| Castro Pepín                                     | Pedredo (Arenas de Iguña)                                                        |                         |           | Hierro II                        | Está situado en el collado entre Arenas y Villasuso de Cieza. |
| Castillo Pedroso-Borleña                         | Entre Castillo Pedroso y Borleña (Corvera de Toranzo)                            |                         |           | Hierro, romano o medieval        | Dispone de aterrazamiento y vestigios de foso. |
| Castro de la Espina del Gallego                  | Entre Corvera de Toranzo, Arenas de Iguña y Anievas                              | 3,2 ha                  | 968 m     | Hierro y Romano                  | Posee tres murallas, la mayor de ellas de uno dos metros y medio de anchura. En él han aparecido las primeras evidencias arqueológicas de las guerras cántabras, así como los campamentos romanos que lo asediaban. |
| Castro de Los Agudos                             | Hermandad de Campoo de Suso - Bárcena de Pie de Concha                           |                         | 1.200 m   | Hierro                           | Está situado en un enclave sumamente estratégico en la sierra que viene desde Aradillos (identificado por algunos como el oppidum de Aracehum o Aracillum citado en las fuentes clásicas).                          |
| Llan de La Peña                                  | Dobarganes (Vega de Liébana)                                                     |                         |           | Hierro                           | |
| Lerones                                          | Lerones (Pesaguero)                                                              |                         |           |                                  | |
| Cahecho                                          | Cahecho (Cabezón de Liébana)                                                     |                         |           |                                  | Está situado en medio de un robledal. |
| Las Eras de Cañeda                               | Cañeda (Reinosa)                                                                 |                         |           | Hierro II y Romano               | |
| Castro de Aldueso                                | Aldueso (Campoo de Enmedio)                                                      |                         |           | Hierro                           | |
| Los Peños                                        | Fresno del Río (Campoo de Enmedio)                                               |                         |           | Hierro                           | |
| Castro de Las Rabas                              | Celada Marlantes (Campoo de Enmedio)                                             |                         |           | Hierro II                        | En su entorno existe una necrópolis alto-medieval. Ha sido afectado por el furtivismo. |
| Castro Salces                                    | Salces (Hermandad de Campoo de Suso)                                             |                         |           | Hierro                           | |
| Pico La Campana (o del Castro)                   | Argüeso (Hermandad de Campoo de Suso)                                            |                         |           | Hierro I                         | |
| La Triquineja                                    | Argüeso (Hermandad de Campoo de Suso)                                            |                         |           | Hierro II                        | |
| La Guariza                                       | Fontibre (Hermandad de Campoo de Suso)                                           |                         |           | Hierro                           | |
| El Castrejón                                     | Proaño (Hermandad de Campoo de Suso)                                             |                         |           | Hierro                           | Es conocido desde antiguo y fue sondeado por Adolf Schulten en las primeras décadas del siglo XX. |
| Castro de Abiada                                 | Abiada (Hermandad de Campoo de Suso)                                             |                         |           | Hierro                           | |
| Castro de La Población de Suso                   | Población de Suso (Hermandad de Campoo de Suso)                                  |                         |           |                                  | Posee un complicado sistema de terrazas defensivas. |
| Castro de Espinilla                              | Espinilla (Hermandad de Campoo de Suso)                                          |                         |           | Hierro                           | |
| Castro de Fontecha                               | Fresno del Río (Campoo de Enmedio)                                               |                         |           |                                  | |
| Castro de Cervatos                               | Cervatos (Campoo de Enmedio)                                                     |                         |           | Hierro                           | |
| Castro de Nestares                               | Nestares (Campoo de Enmedio)                                                     |                         |           | Hierro                           | |
| Monte Ornedo - Santa Marina                      | Castrillo del Haya (Valdeolea)                                                   |                         |           | Hierro, Romano y Medieval        | |
| Peñacastillo                                     | Sotillo (Valdeprado del Río)                                                     |                         |           | Hierro                           | Posee un gran foso y terraplenes en la cara más accesible. |
| Castro de Hinojedo                               | Hinojedo (Suances)                                                               |                         |           | Cobre                            | |
| Pico El Castillo                                 | Solares (Medio Cudeyo)                                                           |                         |           |                                  | Posible asentamiento castreño prácticamente arrasado por la actividad de una cantera. |
| Castro de El Cincho                              | Yuso, (Santillana del Mar)                                                       | 6 ha                    | 273 m     | Edad del Hierro                  | Asentamiento castreño, oppidum costero |